# Associação Chapecoense de Futebol 2016
Questa voce raccoglie le informazioni riguardanti l'Associação Chapecoense de Futebol nelle competizioni ufficiali della stagione 2016.

## Stagione
La Chapecoense, in questa stagione, gioca il suo terzo campionato di Série A della storia e, in virtù del piazzamento nella Coppa del Brasile, disputa anche la Coppa Sudamericana 2016.
Il 29 novembre 2016 la squadra della Chapecoense, che si apprestava a giocare la finale della Copa Sudamericana contro i colombiani dell'Atlético Nacional, è stata coinvolta in un disastro aereo nei pressi della città colombiana di Medellín. Il quadrimotore su cui viaggiava la squadra, il Volo LaMia 2933, precipitava mentre si avvicinava all'aeroporto José Maria Cordoba, a 50 km da Medellín.
L'aereo caduto in Colombia aveva a bordo 77 persone, di cui sei sopravvissute, tra cui tre calciatori della Chapecoense (Hélio Hermito Zampier Neto, Jakson Follmann e Alan Ruschel).
Fino a quel momento, la squadra era al nono posto in campionato a una giornata dal termine, al terzo turno della Coppa del Brasile ma soprattutto aveva raggiunto la finale della Coppa Sudamericana alla sua seconda apparizione in campo internazionale. Il 5 dicembre 2016 la CONMEBOL decide di assegnare il trofeo alla Chapecoense, su proposta dell'Atlético Nacional.

## Rosa
| N. |                    | Ruolo | Calciatore            |
| -- | ------------------ | ----- | --------------------- |
|    | Brasile (bandiera) | P     | Marcos Danilo Padilha |
|    | Brasile (bandiera) | P     | Jakson Follmann       |
|    | Brasile (bandiera) | P     | Marcelo Boeck         |
|    | Brasile (bandiera) | P     | Nivaldo               |
|    | Brasile (bandiera) | D     | Cláudio Winck         |
|    | Brasile (bandiera) | D     | Demerson              |
|    | Brasile (bandiera) | D     | Marcelo               |
|    | Brasile (bandiera) | D     | Neto                  |
|    | Brasile (bandiera) | D     | Rafael Lima           |
|    | Brasile (bandiera) | D     | Willian Thiego        |
|    | Brasile (bandiera) | D     | Caramelo              |
|    | Brasile (bandiera) | D     | Dener Braz            |
|    | Brasile (bandiera) | D     | Filipe Machado        |
|    | Brasile (bandiera) | D     | Gimenez               |
|    | Brasile (bandiera) | D     | João Lucas            |
|    | Brasile (bandiera) | D     | Pedrinho              |
|    | Brasile (bandiera) | D     | Alan Ruschel          |
|    | Brasile (bandiera) | C     | Cléber Santana        |
|    | Brasile (bandiera) | C     | Gil                   |

| N. |                      | Ruolo | Calciatore            |
| -- | -------------------- | ----- | --------------------- |
|    | Brasile (bandiera)   | C     | Josimar               |
|    | Brasile (bandiera)   | C     | Matheus Biteco        |
|    | Brasile (bandiera)   | C     | Moises Ribeiro        |
|    | Brasile (bandiera)   | C     | Sergio Manoel         |
|    | Brasile (bandiera)   | C     | Arthur Maia           |
|    | Brasile (bandiera)   | C     | Neném                 |
|    | Brasile (bandiera)   | C     | Andrei                |
|    | Brasile (bandiera)   | C     | Rafael Bastos         |
|    | Brasile (bandiera)   | C     | Hyoran                |
|    | Brasile (bandiera)   | C     | Lourency              |
|    | Brasile (bandiera)   | C     | Lucas Mineiro         |
|    | Brasile (bandiera)   | A     | Ananias               |
|    | Brasile (bandiera)   | A     | Bruno Rangel          |
|    | Brasile (bandiera)   | A     | Canela                |
|    | Brasile (bandiera)   | A     | Kempes                |
|    | Brasile (bandiera)   | A     | Lucas                 |
|    | Brasile (bandiera)   | A     | Wesley Natã           |
|    | Argentina (bandiera) | A     | Alejandro Martinuccio |
|    | Brasile (bandiera)   | A     | Tiago                 |